# Boanomonark
Boanomonark (Symposiachrus boanensis) är en hotad fågelart i familjen monarker inom ordningen tättingar med en mycket liten utbredning på ön Boano i södra delen av den indonesiska ögruppen Moluckerna.

## Utseende och läten
Boanomonarken är en 16 centimeter stor flugsnapparliknande iögonfallande tecknad fågel. Den är svart ovan, inklusive huvudsidor, med en vit märke eller vitt streck på pannan. Hakan är svart medan resten av undersidan vit, inklusive kinderna och yttre stjärtpennorna. Lätet är ett klart "tjuuu-tjuuu" tätt följt av en mjukt surrande drill som tonar ut efter ungefär sex sekunder.

## Utbredning och ekologi

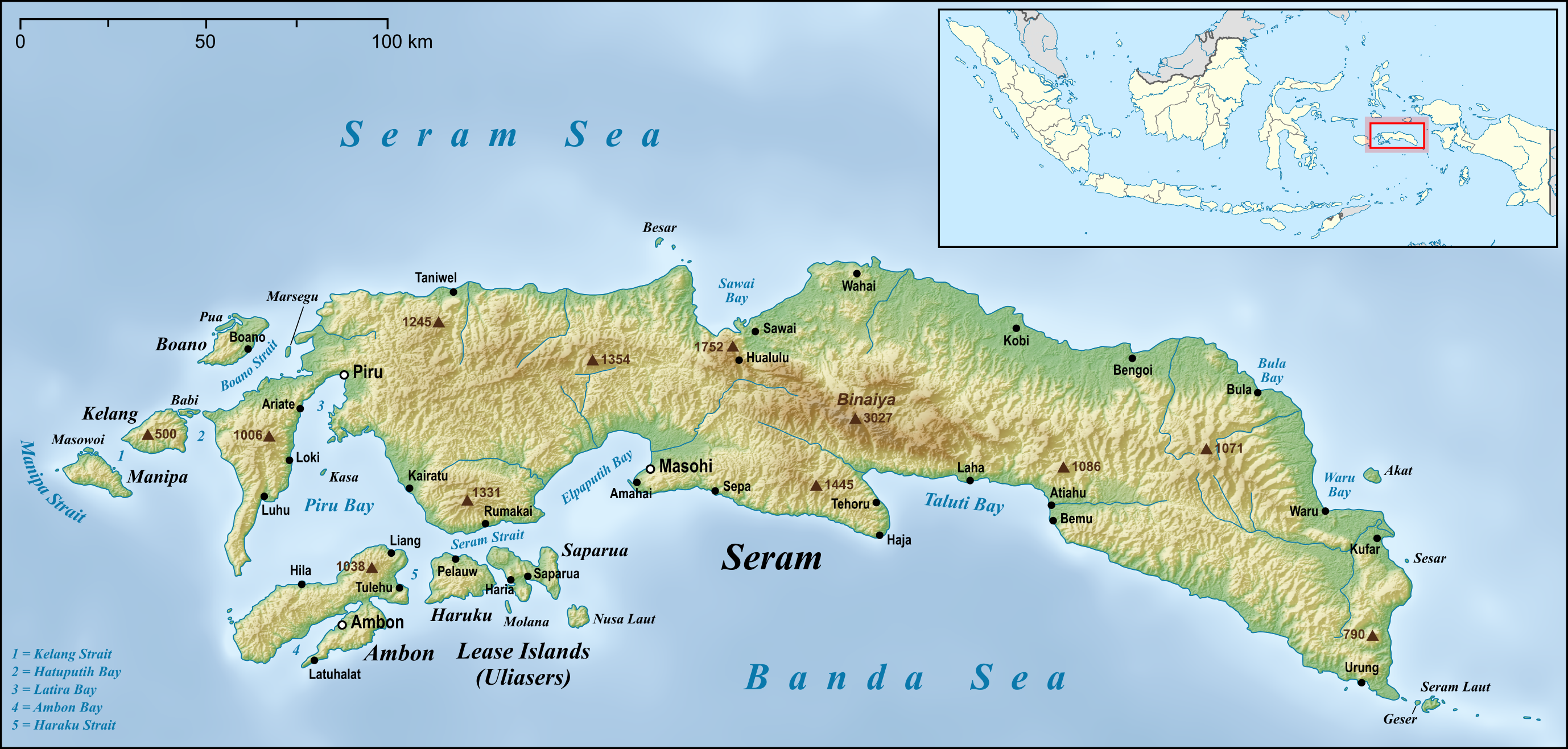
Boano ligger direkt utanför nordvästra delen av Seram.

Boanomonarken har sin utbredning enbart på den lilla ön Boano utanför nordvästra Seram i södra Moluckerna, Indonesien. Den förekommer där dessutom i ett väldigt begränsat område, troligen inte mer än i 20% av bergstrakterna på ön som i sig enbart omfattar cirka 70 km². Den förmodas vara stannfågel och förekomma i bergsskogar mellan 150 och 700 meter över havet. Födosök sker lågt, under två meter, i frodig undervegetation med Ficus och Coffea samt i bambusnår (Dendrocalamus). Den var länge endast känd från typexemplaret insamlat 1918, men återupptäcktes 1991.

## Systematik
Fågeln placerades liksom många andra monarkarter i släktet Monarcha, men genetiska studier visar att den endast är avlägset släkt och bryts nu tillsammans med ett stort antal andra arter ut till släktet Symposiachrus. Den behandlas som monotypisk, det vill säga att den inte delas in i några underarter.

## Status och hot
IUCN kategoriserar arten som akut hotad med tanke på dess mycket begränsade utbredning, lilla population och habitatförstörelse. Beståndet beräknades 1995 till mellan 100 och 200 individer. I området där arten återupptäcktes 1991 observerades 1994 5-10 individer i ett fem hektar stort område. 2011 sågs arten nästa gång, då minst 12 individer sågs och ytterligare cirka 20 hördes.

## Namn
Fågeln har på svenska tidigare kallats svarthakad monark.